# Paweł Wendorff
Paweł Wendorff (ur. 19 września 1965 we Włocławku) – polski reżyser, operator i producent filmowy związany z łódzkim Studiem Filmowym Anima-Pol.
Absolwent Wydziału Operatorskiego PWSFTviT w Łodzi. Laureat kilkunastu nagród filmowych. 
Syn producentki filmów animowanych Jadwigi Wendorff, brat producentki filmowej Joanny Wendorff-Ostergaard.

## Wybrana filmografia
- Gabriel (2013) - producent
- Belcanto (2010) - producent, zdjęcia
- Nie ten człowiek (2010) - reżyseria, scenariusz, zdjęcia
- Szaleńcy (2005, premiera 2007) - reżyseria, scenariusz, zdjęcia
- Mało upalne lato (2004) - producent, zdjęcia
- Siedem przystanków na drodze do raju (2003) - producent, zdjęcia
- Kobieta z papugą na ramieniu (2002) - producent, zdjęcia

## Wybrane nagrody
- 2014: Nagroda Główna na Festiwalu Filmów dla Dzieci w Lucknow za film Gabriel
- 2014: Nagroda dla najlepszego filmu pełnometrażowego na Festiwalu Filmów dla Dzieci w Krakowie za film Gabriel
- 2011: Wyróżnienie na Los Angeles International Underground Film Festival za film Nie ten człowiek
- 2010: Brązowy Granat na Ogólnopolskim Festiwalu Filmów Komediowych w Lubomierzu za film Nie ten człowiek
- 2003: Srebrny Zamek na Międzynarodowym Festiwalu Filmowym „Off Cinema” w Poznaniu za scenariusz filmu Siedem przystanków na drodze do raju
- 2002: Srebrny Zamek na Międzynarodowym Festiwalu Filmowym „Off Cinema” w Poznaniu za film Kobieta z papugą na ramieniu
- 2002: Nagroda Główna w Konkursie Kina Niezależnego na Festiwalu Polskich Filmów Fabularnych w Gdyni za film Kobieta z papugą na ramieniu